# Abaton
Abaton (z gr. a- 'nie', bainein 'iść') – termin architektoniczny o kilku znaczeniach:
- w Starożytnej Grecji sypialnia dla pacjentów oczekujących cudownego uzdrowienia podczas snu. Zwykle budowany jako długa stoa (np. abaton Epidauros ma  70 m);
- święte miejsce, zazwyczaj okręg sakralny, podziemne pomieszczenie przy świątyni greckiej, lub święty gaj do którego dostęp mieli wyłącznie kapłani a czasami wierni, którzy poddali się oczyszczeniu rytualnemu[1].